# Факултет за пословне студије Мегатренд универзитета у Вршцу
Факултет за пословне студије је приватни факултет у Вршцу, саставни је део Мегатренд универзитета. Налази се у улици Омладински трг 17.

## Историјат
Пословна школа Мегатренд је основана 1989. године, а из ње се развио Факултет пословних студија који је званично почео са радом 1998—99. Оснивање овог факултета је подразумевало проширење првобитног програма који се примењивао у раду Пословне школе Мегатренд. Настава се одвија на два нивоа студија, кроз основне академске, специјалистичке академске и мастер академске студије. Садрже академске студијске програме Пословна економија на основним академским студијама и Предузеће у међународном окружењу на мастер академским студијама. Основне студије трају четири године, право на конкурс за упис у прву годину имају кандидати који имају завршену средњу школу свих занимања у четворогодишњем трајању и који положе пријемни испит који се састоји од теста из склоности ка економији и теста мотивације, након завршетка студија стичу звање дипломирани економиста.